# Ylodes simulans
Ylodes simulans – owad, chruścik z rodziny Leptoceridae. Larwy prowadzą wodny tryb życia,  budują przenośne domki ze spiralnie ułożonych fragmentów detrytusu.
Gatunek o rozmieszczeniu północno- i środkowoeuropejskim, larwy zasiedlają rhitral i potamal. Limneksen.
W Finlandii gatunek spotykany rzadko, w oligotroficznych strefach jezior.